# Bataille de Guilford Court House
Guerre d'indépendance des États-Unis
Batailles
Théâtre sud de la guerre d'indépendance des États-Unis (1780-1782)
- Siège de Charleston
- Monck's Corner
- Lenud's Ferry
- Waxhaws
- Mobley's Meeting House
- Ramsour's Mill
- Huck's Defeat
- Colson's Mill
- Rocky Mount
- Hanging Rock
- Camden
- Fishing Creek
- Musgrove Mill
- Wahab's Plantation
- Black Mingo
- Charlotte
- Kings Mountain
- Shallow Ford
- Fishdam Ford
- Blackstock's Farm
- Cowpens
- Cowan's Ford
- Torrence's Tavern
- Massacre de Pyle
- Wetzell's Mill
- Guilford Court House
- Fort Watson
- Hobkirk's Hill
- Fort Motte
- Augusta
- Ninety-Six
- House in the Horseshoe
- Chesapeake
- Eutaw Springs
- Lindley's Mill
- Yorktown
- Videau's Bridge
- Baie d'Hudson
- Combahee River

La bataille de Guilford Court House est une bataille de la guerre d'indépendance des États-Unis qui s'est tenue le 15 mars 1781 à Greensboro en Caroline du Nord. Une force britannique de 2 100 hommes conduite par le lieutenant-général Charles Cornwallis a défait une force de 4 500 Américains menés par le major-général Nathanael Greene. La British Army, cependant, a subi des pertes si lourdes que le résultat est considéré comme étant une victoire stratégique pour les Américains.
Malgré le nombre relativement faible de troupes engagées, la bataille est considérée comme essentielle pour la victoire américaine dans la Révolution. Avant la bataille, les Britanniques semblent avoir eu beaucoup de succès dans la conquête de la majeure partie de la Géorgie et de la Caroline du Sud avec l'aide d'importantes factions loyalistes, et pensent que la Caroline du Nord peut être à leur portée. En réalité, les Britanniques sont en train de recruter activement en Caroline du Nord lorsque cette bataille met fin à leur campagne de recrutement. À la suite de la bataille, Greene se déplace en Caroline du Sud, tandis que Cornwallis choisit d'avancer en Virginie et tente de rejoindre environ 3 500 hommes sous le commandement du major-général britannique William Phillips et de l'Américain Benedict Arnold qui a changé de camp au cours de l'année précédente. Ces décisions permettent à Greene de réduire le contrôle britannique du Sud, tout en menant Cornwallis à Yorktown et de finalement le remettre au major-général George Washington et au lieutenant-général Jean-Baptiste Donatien de Vimeur de Rochambeau.